# USS Wake Island (CVE-65)
USS Wake Island (CVE-65) là một tàu sân bay hộ tống lớp Casablanca được Hải quân Hoa Kỳ chế tạo trong Chiến tranh Thế giới thứ hai; tên nó được đặt theo đảo Wake tại Trung tâm Thái Bình Dương, nơi diễn ra trận phòng thủ vào năm 1941. Wake Island đã hoạt động cho đến hết Thế Chiến II, xuất biên chế và bị bán để tháo dỡ năm 1946. Nó được tặng thưởng ba Ngôi sao Chiến trận do thành tích phục vụ trong Thế Chiến II.

## Thiết kế và chế tạo
Wake Island được đặt lườn tại Xưởng tàu Vancouver của hãng Kaiser Company, Inc. ở Vancouver, Washington vào ngày 6 tháng 2 năm 1943. Nó được hạ thủy vào ngày 15 tháng 9 năm 1943; được đỡ đầu bởi bà Frederick Carl Sherman, phu nhân Chuẩn đô đốc Frederick Sherman; và nhập biên chế vào ngày 7 tháng 11 năm 1943 dưới quyền chỉ huy của Hạm trưởng, Đại tá Hải quân Hames R. Tague.

## Lịch sử hoạt động

### Đại Tây Dương
Sau khi nhập biên chế, Wake Island nhận tiếp liệu, đạn dược và xăng máy bay tại Astoria, Oregon trước khi lên đường vào ngày 27 tháng 11 năm 1943 để đi Puget Sound, Washington, và thả neo vào ngày hôm sau tại Bremerton, Washington, nơi nó tiếp tục nạp tiếp liệu và đạn dược. Nó hoạt động tại khu vực Puget Sound, tiến hành thử nghiệm cấu trúc khi tác xạ, ghé qua Port Townsend, Sinclair Inlet và Seattle trước khi lên đường quay về phía Nam vào ngày 6 tháng 12. Nó đi đến San Francisco, California vào ngày 10 tháng 12, được tiếp nhiên liệu, rồi lên đường đi San Diego hai ngày sau đó, đến nơi vào ngày 14 tháng 12, nơi nó chạy thử máy và bảo trì. Trước khi lên đường, nó đón lên tàu nhân sự và máy bay của Liên đội Hỗn hợp VC-69.
Đến ngày 11 tháng 1 năm 1944, Wake Island khởi hành, băng qua kênh đào Panama để đi Hampton Roads, Virginia, đi đến Norfolk, Virginia vào ngày 26 tháng 1. Sau khi được bảo trì, nó lên đường vào ngày 14 tháng 2 để đi New York cùng tàu sân bay hộ tống chị em Mission Bay và các tàu khu trục hộ tống Swenning và Haverfield.
Vào ngày 16 tháng 2, sau khi chất hàng tiếp liệu và nhận lên tàu sĩ quan lục quân và hải quân để vận chuyển, Wake Island lên đường đi Recife, Brazil, chặng đầu tiên của hành trình đi sang Karachi, Ấn Độ. Nó đi đến Recife vào ngày 1 tháng 3, rồi có các chặng dừng tại Cape Town, Nam Phi và cảng Diego Suarez, Madagascar, trước khi đi đến Karachi vào ngày 29 tháng 3. Nó bắt đầu hành trình quay trở về từ ngày 3 tháng 4, và về đến Norfolk vào ngày 12 tháng 5.
Wake Island trải qua thời gian còn lại của tháng 5 và đầu tháng 6 để đại tu và cải biến, trước khi đón lên tàu máy bay và nhân sự thuộc Liên đội Hỗn hợp 58, vào ngày 15 tháng 6 đã lên đường hướng sang khu vực quần đảo Bermuda để hoạt động như là hạt nhân của Đội đặc nhiệm 22.6, một lực lượng hỗn hợp không hải làm nhiệm vụ tìm-diệt chống tàu ngầm. Cao trào của chuyến đi là vào ngày 2 tháng 7, khi một máy bay ném bom-ngư lôi Grumman TBF Avenger của nó đã đánh chặn tàu ngầm U-boat Đức 543 ngoài khơi bờ biển Châu Phi giữa các quần đảo Canary và Cape Verde, vốn đang trên đường quay trở về nhà sau chuyến tuần tra không thành công trong vùng vịnh Guinea. Bất chấp sự kháng cự kịch liệt bằng hỏa lực phòng không từ U-543, Thiếu úy phi công Frederick L. Moore đã ném bom hai lượt tiêu diệt được chiếc tàu ngầm. Tuy nhiên, do không có chứng cứ chắc chắn xác nhận, chiếc tàu sân bay và các tàu hộ tống trải qua hai tuần lễ tiếp theo truy lùng chiếc U-boat đã bị phá hủy.
Trận đụng độ tiếp theo của Đội đặc nhiệm 22.6 xảy ra hai phút trước giữa trưa ngày 2 tháng 8, khi tàu khu trục hộ tống Douglas L. Howard trông thấy một tháp chỉ huy tàu U-boat ở khoảng cách 8 nmi (15 km); nó cùng chiếc Fiske được cho tách ra để điều tra trong khi mọi máy bay trong khu vực được gọi đến. Một chiếc Avenger trang bị mìn sâu được chiếc tàu sân bay phóng lên lúc 12 giờ 09 phút. Đến 12 giờ 35 phút, một quả ngư lôi, rõ ràng được phóng từ một tàu ngầm thứ hai, đã đánh trúng Fiske giữa tàu khiến nó bị vỡ làm đôi. Các con tàu trong đội đặc nhiệm phải cơ động để lẩn tránh hai quả ngư lôi khác nhắm vào lực lượng. Báo cáo ban đầu cho thấy có bốn người thiệt mạng, 26 người mất tích và 55 người khác bị thương nặng. Tàu khu trục hộ tống Farquhar được cho tách ra để hỗ trợ Howard, và sau đó vớt những người sống sót. Khi đội đặc nhiệm chuẩn bị trả thù cho Fiske, sương mù dày đặc và mưa giông đã ngăn trở các hoạt động.
Vào ngày 4 tháng 8, Đội đặc nhiệm 22.6 được giải thể, và bốn ngày sau Wake Island gặp gỡ Đoàn tàu vận tải UC-32 trên đường hướng sang phía Tây. Nó tách khỏi đoàn tàu vào ngày 11 tháng 8 để hướng đến Hampton Roads, và đi đến Norfolk vào ngày 15 tháng 8. Công việc cải biến và sửa chữa kéo dài cho đến ngày 25 tháng 8, và sau một giai đoạn chạy thử máy và bảo trì ngắn, chiếc tàu sân bay lên đường vào ngày 29 tháng 8, để đi Quonset Point, Rhode Island, nơi nó thay phiên cho tàu sân bay hộ tống Mission Bay (CVE-59) trong nhiệm vụ huấn luyện chuẩn nhận phi công tàu sân bay, vốn kéo dài cho đến ngày 30 tháng 10. Sang ngày hôm sau, nó lên đường đi Norfolk, được các tàu khu trục Lea (DD-118) và Babbitt (DD-128) hộ tống, đến nơi vào ngày 1 tháng 11, nơi nó được bảo trì.

### Thái Bình Dương

#### Philippines
Vào ngày 11 tháng 11, Wake Island khởi hành từ Norfolk cùng tàu sân bay hộ tống Shamrock Bay (CVE-84) và các tàu hộ tống, băng qua kênh đào Panama để đi sang vùng bờ Tây. Nó tiến vào vịnh San Francisco vào ngày 28 tháng 11 và thả neo tại Alameda, California, nơi nó đón lên tàu hai liên đội không lực mới trước khi tiếp tục hành trình vào ngày hôm sau để đi sang khu vực quần đảo Hawaii. Con tàu thả neo tại đảo Ford, Trân Châu Cảng vào ngày 5 tháng 12, cho tách các liên đội VC-9 và VPB-149, rồi chất dỡ nhân sự, máy bay và trang bị khỏi tàu. Mười ngày sau, khi sàn tàu chất đầy hàng hóa và không có khả năng cho cất hạ cánh máy bay, chiếc tàu sân bay lên đường hướng sang quần đảo Admiralty có các tàu khu trục hộ tống Richard M. Rowell (DE-403) và O'Flaherty (DE-340) tháp tùng. Đi đến đảo Manus vào ngày 27 tháng 12, nó chất dỡ hàng hóa và hành khách khỏi tàu trước khi lên đường đi sang quần đảo Palau, đi đến Kossol Roads vào ngày 1 tháng 1 năm 1945. Chiều tối hôm đó, nó chất đạn dược từ một sà lan và lên đường lúc 06 giờ 42 phút sáng hôm sau, hướng sang Philippines để gia nhập hạm đội và tham gia cuộc đổ bộ tiếp theo lên Luzon.
Hai ngày sau, Wake Island băng qua eo biển Surigao và tung ra các phi vụ tuần tra chống xâm nhập và tuần tra chiến đấu trên không. Vào ngày 4 tháng 1, nó hoạt động trong biển Sulu và tuần tra trong ba giờ; họ phát hiện một thủy phi cơ một động cơ Nhật Bản trên mặt biển ngoài khơi mũi Đông Nam đảo Panay, đang được một đội trục vớt xử lý. Hai máy bay đã càn quét bắn phá, phá hủy chiếc máy bay và phân tán đội trục vớt đối phương. Hạm đội sau đó tiến vào vịnh Panay khoảng 100 mi (160 km) về phía Tây Bắc Manila. Radar dò tìm mặt biển của Wake Island bị nhiễu sóng do đối phương, nên chiếc tàu sân bay chuyển sang trực chiến lúc 17 phút 14 phút. Một phút sau, một máy bay một động cơ Nhật Bản xuất hiện trên không rồi đâm bổ xuống Ommaney Bay (CVE-79) ở khoảng cách 4.200 yd (3,8 km). Lửa bao trùm sàn đáp và hầm chứa máy bay của chiếc tàu sân bay hộ tống, và sau phút thủy thủ đoàn phải bỏ tàu trong những luồng khói đen dày đặc do cháy xăng và nổ các hầm đạn bom. Ommaney Bay sau cùng phải bị đánh đắm bằng ngư lôi từ một tàu khu trục.
Vào ngày 5 tháng 1, Wake Island đón lên tàu 19 người sống sót từ chiếc Ommaney Bay vốn được tàu khu trục Maury (DD-401) cứu vớt. Nó lại chuyển sang trực chiến khi màn hình radar xuất hiện những tiến hiệu máy bay đối phương, nhưng ba đợt tấn công đã không diễn ra. Vào ban ngày, Wake Island đã tung ra tổng cộng ba đợt tuần tra chiến đấu trên không; vào lúc 15 giờ 02 phút, tám máy bay tuần tra của nó đã tấn công một biên đội máy bay tiêm kích lục quân Nhật Bản, bắn rơi ba máy bay và có thể tiêu diệt chiếc thứ tư mà không chịu tổn thất nào. Đến 16 giờ 55 phút, con tàu lại báo động để chống trả một đợt không kích của đối phương, và trong một giờ đã chịu đựng những đợt tấn công nặng nề. Vào một lúc, sáu máy bay một động cơ đối phương đã đồng loạt tấn công bên mạn trái các tàu sân bay; năm chiếc đã bị hỏa lực phòng không bắn rơi, đâm suýt trúng mục tiêu chúng nhắm đến, nhưng chiếc thứ sáu đã lọt qua và đâm trúng Manila Bay (CVE-61). Chiếc tàu sân bay bốc cháy và bị rớt lại phía sau đội hình, nhưng những nỗ lực kiểm soát hư hỏng hiệu quả đã giúp nó dập lửa, sửa chữa và quay trở lại đội hình chỉ sau 51 phút, cho dù sàn đáp của Manila Bay không thể hoạt động. Trong suốt cuộc tấn công, ít nhất mười máy bay đối phương đã bị bắn rơi trong phạm vi 5.000 yd (4,6 km) chung quanh Wake Island; hỏa lực phòng không của bản thân nó đã bắn rơi ba chiếc.
Vào ngày 13 tháng 1, hai máy bay đối phương đã tấn công Salamaua (CVE-96), đang di chuyển khoảng 8 mi (13 km) về phía đuôi của Wake Island. Một kẻ tấn công bị bắn rơi, nhưng chiếc kia đã đâm trúng khiến chiếc tàu sân bay hộ tống bị chậm lại. Salamaua nhanh chóng quay trở lại vị trí trong đội hình sau khi dập lửa đám cháy trong hầm chứa máy bay và lấy lại tốc độ. Bốn ngày sau, Wake Island được cho tách ra và rời vịnh Lingayen cùng Đội đặc nhiệm 77.14, một lực lượng bao gồm tám tàu sân bay hộ tống và thành phần bảo vệ, để rút lui về Ulithi thuộc quần đảo Caroline. Nó thả neo tại khu neo đậu phía Nam của Ulithi từ ngày 23 đến ngày 31 tháng 1, được bảo trì và tiếp liệu để chuẩn bị cho chiến dịch tiếp theo. Vào lúc này, cảng nhà của nó được chuyển từ Norfolk đến Puget Sound, Bremerton, Washington.

#### Iwo Jima
Vào ngày 10 tháng 2, Wake Island lên đường gia nhập Đội đặc nhiệm 52.2, được thành lập để hỗ trợ trên không và hộ tống các đơn vị chủ lực đi đến khu vực quần đảo Volcano, cũng như hỗ trợ hỏa lực hải pháo, trinh sát và dẫn đường tuần tra chiến đấu để hỗ trợ lực lượng trên bờ. Sang ngày hôm sau, nó đi đến khu vực ngoài khơi Saipan-Tinian để tổng dượt cho cuộc đổ bộ, và đến ngày 13 tháng 2, Hạm trưởng của Wake Island được cử làm Tư lệnh chỉ huy tác chiến cho Đơn vị Đặc nhiệm 52.2.1.
Vào ngày 14 tháng 2, Wake Island khỏi hành đi Iwo Jima, đi đến vị trí cách đầu mũi phía Tây Nam Iwo Jima hai ngày sau đó. Ngay sau bình minh, đội bắn phá hạng nặng bắt đầu nả pháo chuẩn bị lên hòn đảo; máy bay của Wake Island đã thực hiện các phi vụ trinh sát chỉ điểm pháo binh đồng thời tấn công các cấu trúc phòng thủ bằng rocket, cùng các phi vụ tuần tra chống tàu ngầm và trinh sát hải dương tại các bãi đổ bộ. Vào ngày đổ bộ 19 tháng 2, máy bay của nó thực hiện 56 phi vụ trinh sát và đã bắn 87 rocket.
Bismarck Sea (CVE-95), một tàu sân bay hộ tống thuộc đội của Wake Island, bị một cuộc tấn công của máy bay Kamikaze đánh chìm vào ngày 21 tháng 2. Sang ngày hôm sau nó được cho tách ra để đi đến một điểm hẹn về phía Đông Iwo Jima, nơi nó được tiếp nhiên liệu vào ngày 23 tháng 2 trước khi quay trở lại khu vực hoạt động về phía Đông Iwo Jima. Vào ngày 24 tháng 2, nó trực chiến ở vị trí cách mũi phía Nam Iwo Jima khoảng 35 mi (56 km), thực hiện 55 phi vụ và tiêu phí khoảng 205 rocket. Trong những tuần lễ tiếp theo, chiếc tàu sân bay hộ tống tiếp tục hoạt động hỗ trợ cho binh lính Thủy quân Lục chiến chiến đấu trên bờ, hoạt động liên tục trong 24 ngày trước khi rút lui vào ngày 8 tháng 3, gặp gỡ tàu sân bay Saginaw Bay (CVE-82) ở phía Tây hòn đảo để cùng quay trở về Ulithi, đến nơi vào ngày 14 tháng 3.

#### Okinawa
Wake Island được nghỉ ngơi năm ngày tại Ulithi nhằm chuẩn bị cho chiến dịch đổ bộ tiếp theo. Nó lên đường vào ngày 21 tháng 3, hỗ trợ trên không cho lực lượng sẽ tham gia đổ bộ lên Okinawa. Đến ngày 25 tháng 3, nó đi đến khu vực hoạt động khoảng 60 mi (97 km) về phía Nam Okinawa, bắt đầu tung ra các phi vụ bên trên các bãi biển Kerama Retto tại Okinawa. Con tàu tiếp tục hỗ trợ các hoạt động tại đây cho đến ngày đổ bộ 1 tháng 4. Nó đang hoạt động về phía Đông Nam Okinawa vào ngày 3 tháng 4, và hoàn tất việc hạ cánh lượt phi vụ trinh sát thứ năm lúc 17 giờ 22 phút, khi mọi máy bay được thu hồi về tàu. Tám phút sau, con tàu chuyển sang trạng thái báo động do máy bay đối phương xuất hiện. Lúc 17 giờ 42 phút, một vụ nổ dữ dội làm rung chuyển toàn bộ con tàu. Hai máy bay tiêm kích Grumman F4F Wildcat bị đẩy khỏi sàn đáp và rơi xuống biển, hai máy bay chiến đấu bị lật ngược và hai chiếc khác bị hư hại nặng do bị hất tung. Cùng lúc đó hai chiếc Wildcat khác bị bung ra khỏi dây buộc trong hầm chứa máy bay, bị hư hại nặng do va chạm vào nhau.
Lúc 17 giờ 44 phút, một máy bay một động cơ Nhật Bản hướng về phía Wake Island từ một góc cao, đâm trượt góc sàn đáp phía trước mũi bên mạn trái rồi nổ tung dưới nước ngang phần trước con tàu. Chỉ trong nữa phút sau, một máy bay tương tự thứ hai bổ xuống bên mạn phải với tốc độ rất nhanh, suýt trúng cầu tàu và lại đâm xuống nước cách mạn tàu 10 ft (3,0 m); quả bom nó mang theo kích nổ dưới làm thủng một lổ 45 ft × 18 ft (13,7 m × 5,5 m) bên dưới mực nước cùng nhiều lổ nhỏ do mảnh bom. Mảnh vụn chiếc máy bay tung tóe lên sàn đáp phía trước và lên các bệ pháo phòng không. Nhiều ngăn của con tàu bị ngập nước, và các lổ thủng làm nhiễm nước biển cho khoảng 30.000 gal Mỹ (110 m3) nước sạch và 70.000 gal Mỹ (260 m3) dầu đốt. Nước nhiễm mặn khiến phải cách ly động cơ phía trước lúc 18 giờ 24 phút, và con tàu di chuyển chỉ với một chân vịt. Điều kỳ diệu là con tàu không chịu thương vong, và đến 21 giờ 40 phút công việc sửa chữa hoàn tất, cho phép nó hoạt động cả hai động cơ. Sang ngày hôm sau, nó cùng các tàu khu trục hộ tống Dennis (DE-405) và Goss (DE-444) đi đến nơi neo đậu tại Kerama Retto; trong khi chờ đợi giám định các hư hỏng, các con tàu phải canh phòng chống người nhái tự sát Nhật Bản bơi đến từ các đảo chưa kiểm soát.
Wake Island khởi hành đi Guam vào ngày 6 tháng 4, đi đến cảng Apra bốn ngày sau đó, và được sửa chữa trong ụ tàu cho đến ngày 20 tháng 5. Nó lên đường vào ngày hôm sau cùng tàu vận chuyển cao tốc Wantuck (APD-125) để quay trở lại Okinawa, nơi nó tiếp tục nhiệm vụ hỗ trợ binh lính chiến đấu trên bộ. Chiếc tàu sân bay được cho tách ra vào ngày 2 tháng 6, được tàu khu trục Ralph Talbot (DD-390) hộ tống đi Kerama Retto để tiếp liệu. Bất chấp máy bay đối phương tiếp tục lãng vãng tại khu vực cảng Kaika, Kerama Retto, nó chất dỡ bom, rocket và các hàng tiếp liệu, gặp gỡ tàu chở dầu Cowanesque (AO-79) để tiếp nhiên liệu, rồi quay trở lại khu vực hoạt động ngoài khơi Okinawa vào ngày 6 tháng 6. Sang ngày hôm sau, trong thành phần một đơn vị đặc nhiệm, nó tham gia cuộc không kích lên Sakashima Gunto. Tàu sân bay Natoma Bay (CVE-62) bị một chiếc Kamikaze đánh trúng, rồi đến lượt Sargent Bay (CVE-83) bị tấn công bởi một chiếc thứ hai. Wake Island tiếp tục làm nhiệm vụ của mình cho đến ngày 15 tháng 6, khi Chuẩn đô đốc Calvin T. Durgin lên tàu cho một chuyến viếng thăm chính thức, và trao tặng huân chương cho 16 phi công thuộc Liên đội VOC-1.
Wake Island và Dennis được cho tách ra vào ngày 16 tháng 6 để độc lập đi Kerama Retto, đến nơi vào ngày hôm sau. Con tàu được tiếp liệu trước khi quay trở lại khu vực Tây Nam Okinawa, tiếp nối các phi vụ hỗ trợ. Nó nhận mệnh lệnh tách khỏi Đội đặc nhiệm 32.1 hai ngày sau đó; do những hư hại phải chịu đựng vào ngày 3 tháng 4 và kết quả của việc thanh tra giám định, con tàu được cho là "Không an toàn khi hoạt động tại tuyến đầu, cho đến khi được sửa chữa." Nó đi đến Guam, thực hành tác xạ và tiến hành các phi vụ tuần tra chống tàu ngầm trên đường đi. Sau khi đi đến cảng Apra vào ngày 24 tháng 6, nhân sự thuộc Liên đội VOC-1 rời tàu để chuyển sang Căn cứ không lực hải quân Agana.
Từ ngày 25 tháng 6 đến ngày 3 tháng 7, Wake Island chất lên tàu chín chiếc Grumman F6F Hellcat, 24 chiếc Vought F4U Corsair, 11 chiếc Avenger và hai chiếc Piper L-4, thực hiện chuyến đi khứ hồi đến Okinawa, chuyển giao máy bay cùng 46 phi công cho Lực lượng Không quân Chiến thuật tại Yontan, Okinawa. Quay trở lại Guam, chiếc tàu sân bay chất dỡ đạn dược và phụ tùng máy bay khỏi tàu, nhận lên tàu 300 bao thư tín cùng 10 chiếc Corsair và 20 chiếc Curtiss SB2C Helldiver hư hỏng để đưa về sửa chữa, rồi lên đường quay trở về Trân Châu Cảng cùng các chiếc Cape Esperance (CVE-88) và Bull (DE-693). Vào ngày 10 tháng 7, nó tách khỏi Bull và Cape Esperance để độc lập đi Hawaii, và về đến đảo Ford, Trân Châu Cảng một tuần sau đó, nơi nó chất dỡ hàng hóa và đón lên 138 tàu thủy thủ cùng 49 sĩ quan và hành khách để đưa trở về lục địa Hoa Kỳ. Nó rời Trân Châu Cảng vào ngày 18 tháng 7, hướng đến Nam California, và về đến San Diego, California vào ngày 25 tháng 7, nơi nó tiễn hành khách rời tàu và chất dỡ số máy bay.

### Sau chiến tranh
Đang khi neo đậu tại San Diego, Wake Island đón lên tàu sáu chiếc Avenger cùng 10 chiếc Wildcat, 53 sĩ quan cùng 13 nhân sự thuộc Liên đội Hỗn hợp VC-75 để tiến hành huấn luyện và chuẩn nhận hạ cánh tàu sân bay ngoài khơi đảo San Nicholas. Nó tiếp tục hoạt động này cho đến tháng 12 năm 1945, và nổi bật trong giai đoạn này là vào ngày 6 tháng 11, khi một máy bay phản lực lần đầu tiên hạ cánh trên một tàu sân bay được thực hiện trên Wake Island.
Nhân sự thuộc Liên đội VFA-41 Black Aces cùng đại diện của hãng Ryan Aeronautical đã lên tàu vào sáng ngày 5 tháng 11, và Wake Island khởi hành từ Căn cứ Không lực Hải quân San Diego cùng tàu khu trục O'Brien (DD-725). Trong hai ngày, nó tiến hành thử nghiệm và chuẩn nhận hạ cánh FR Fireball, một kiểu máy bay sử dụng động cơ lai piston-phản lực. Thiếu úy J. C. West đã cất cánh từ Wake Island trên một chiếc Ryan FR-1 Fireball, nhưng nhanh chóng gặp trục trặc với động cơ piston Wright R-1820-72W Cyclone bố trí hình tròn. Trước khi động cơ piston ngừng hẳn, anh khởi động được động cơ phản lực General Electric I-16 và quay trở lại con tàu, do đó đã thực hiện cú hạ cánh đầu tiên trên tàu sân bay thuần túy bằng lực đẩy phản lực.
Wake Island được chuẩn bị cho ngừng hoạt động vào năm 1946. Nó được cho xuất biên chế vào ngày 5 tháng 4 năm 1946. Tên nó được choh rút khỏi danh sách Đăng bạ Hải quân vào ngày 17 tháng 4 năm 1946, và lườn tàu bị bán cho hãng Boston Metals Company tại Baltimore, Maryland để tháo dỡ vào ngày 19 tháng 4 năm 1946.

## Phần thưởng
Wake Island được tặng thưởng ba Ngôi sao Chiến trận do thành tích phục vụ trong Thế Chiến II.